# Раффаелло Гамбіно
Раффаелло Гамбіно (італ. Raffaello Gambino, 18 квітня 1928 — 26 серпня 1989) — італійський плавець і ватерполіст.
Бронзовий призер Олімпійських Ігор 1952 року.